# Rajd Grecji 1971
Rajd Grecji 1971 (19. Acropolis Rally) – rajd samochodowy rozgrywany w Grecji od 27 do 30 maja 1971 roku. Była to siódma runda Międzynarodowych Mistrzostw Producentów w roku 1971. Rajd został rozegrany na nawierzchni szutrowej.

## Wyniki końcowe rajdu[1][2]
| Msc. | Kierowca             | Pilot             | Samochód                   | Czas     | Strata    |
| ---- | -------------------- | ----------------- | -------------------------- | -------- | --------- |
| 1.   | Ove Andersson        | Arne Hertz        | Alpine-Renault A110 1600   | 5:07:27  | –         |
| 2.   | Jean-Pierre Nicolas  | Michel Vial       | Alpine-Renault A110 1300   | 5:10:19  | +2:52     |
| 3.   | Simo Lampinen        | John Davenport    | Lancia Fulvia 1.6 Coupé HF | 5:21:07  | +13:40    |
| 4.   | Giuseppe Ceccato     | Helmut Eisendle   | Fiat 124 Spider            | 6:39:52  | +1:32:25  |
| 5.   | Johnny Pesmazoglou   | E. Mamalis        | Opel Kadett Rallye         | 6:58:14  | +1:50:47  |
| 6.   | Ali Sipahi           | Erdoğan Zorlu     | BMW 2002 Ti                | 7:17:43  | +2:10:16  |
| 7.   | Evangelos Mitilineos | Costas Spithas    | Alfa Romeo 1750            | 8:09:03  | +3:01:36  |
| 8.   | Antonis Koulendianos | Nikos Koutsavelis | Datsun 1000                | 11:53:23 | +6:45:56  |
| 9.   | Mario Ioannides      | Paddy Langdown    | Peugeot 404                | 24:27:22 | +19:19:55 |